# Zotikó
Zotikó (Zotiko) är en ort i Grekland.   Den ligger i prefekturen Nomós Ioannínon och regionen Epirus, i den västra delen av landet, 300 km nordväst om huvudstaden Aten. Zotikó ligger 626 meter över havet och antalet invånare är 139.
Terrängen runt Zotikó är kuperad åt nordväst, men åt sydost är den bergig. Runt Zotikó är det glesbefolkat, med 12 invånare per kvadratkilometer. Närmaste större samhälle är Paramythiá, 14,2 km väster om Zotikó. I omgivningarna runt Zotikó växer i huvudsak blandskog.